# Vuelta a San Juan 2017
La Vuelta a San Juan 2017, trentacinquesima edizione della corsa, valevole per la prima volta come prova dell'UCI America Tour 2017, si svolse in sette tappe dal 23 al 29 gennaio 2017 su un percorso di 885,2 km, con partenza e arrivo a San Juan, in Argentina. La vittoria fu appannaggio dell'olandese Bauke Mollema, che completò il percorso in 20h19'00" alla media di 44,436 km/h precedendo lo spagnolo Óscar Sevilla e il colombiano Rodolfo Torres.
Al traguardo di San Juan 123 ciclisti, su 161 partiti da San Juan, portarono a termine la competizione.

## Tappe
| Tappa  | Data       | Percorso                                | km    | Vincitore di tappa   | Leader cl. generale  |
| ------ | ---------- | --------------------------------------- | ----- | -------------------- | -------------------- |
| 1ª     | 23 gennaio | San Juan > San Juan                     | 142,5 | Fernando Gaviria     | Fernando Gaviria     |
| 2ª     | 24 gennaio | San Juan > San Juan                     | 128,8 | Tom Boonen           | Elia Viviani         |
| 3ª     | 25 gennaio | San Juan > San Juan (cron. individuale) | 11,9  | Ramūnas Navardauskas | Ramūnas Navardauskas |
| 4ª     | 26 gennaio | San Martín > San Martín                 | 160,5 | Fernando Gaviria     | Ramūnas Navardauskas |
| 5ª     | 27 gennaio | Chimbas > Alto Colorado                 | 162,4 | Rui Costa            | Bauke Mollema        |
| 6ª     | 28 gennaio | Pocito > Pocito                         | 168,1 | Maximiliano Richeze  | Bauke Mollema        |
| 7ª     | 29 gennaio | San Juan > San Juan                     | 111,3 | Maximiliano Richeze  | Bauke Mollema        |
| Totale | Totale     | Totale                                  | 885,2 |                      |                      |

## Squadre e corridori partecipanti
| N.      | Cod. | Squadra                         |
| ------- | ---- | ------------------------------- |
| 1-8     | ARG  | Argentina                       |
| 11-16   | TBM  | Bahrain-Merida Pro Cycling Team |
| 21-27   | SEP  | Empleados Publicos de San Juan  |
| 31-36   | QST  | Quick-Step Floors               |
| 41-46   | AND  | Androni Giocattoli-Sidermec     |
| 51-56   | ITA  | Italia                          |
| 61-66   | CJR  | Caja Rural-Seguros RGA          |
| 71-76   | NIP  | Nippo-Vini Fantini              |
| 81-86   | UAD  | UAE Abu Dhabi                   |
| 91-96   | BAR  | Bardiani-CSF                    |
| 101-106 | TFS  | Trek-Segafredo                  |
| 111-116 | UHC  | UnitedHealthcare                |
| 121-126 | CEA  | Los Cascos Esco-Agroplan        |

| N.      | Cod. | Squadra                       |
| ------- | ---- | ----------------------------- |
| 131-136 | CHL  | Cile                          |
| 141-146 | WIL  | Wilier Triestina-Selle Italia |
| 151-156 | BRA  | Brasile                       |
| 161-167 | EMP  | Municipalidad de Pocito       |
| 171-176 | URY  | Uruguay                       |
| 181-187 | ACM  | Asociación Civil Mardan       |
| 191-196 | MED  | Medellín-Inder                |
| 201-206 | MEX  | Messico                       |
| 211-217 | MRT  | Rawson Somos Todos            |
| 221-227 | AFT  | Virgen de Fátima              |
| 231-236 | UNI  | Unieuro Trevigiani-Hemus 1896 |
| 241-246 | BOL  | Equipo Bolivia                |
| 251-256 | CID  | Italomat-Dogo                 |

## Dettagli delle tappe

### 1ª tappa
- 23 gennaio: San Juan > San Juan – 142,5 km

Risultati
| Pos. | Corridore        | Squadra    | Tempo    |
| ---- | ---------------- | ---------- | -------- |
| 1    | Fernando Gaviria | Quick-Step | 3h07'44" |
| 2    | Elia Viviani     | Italia     | s.t.     |
| 3    | Nicolas Marini   | Nippo      | s.t.     |

| Pos. | Corridore        | Squadra       | Tempo    |
| ---- | ---------------- | ------------- | -------- |
| 1    | Fernando Gaviria | Quick-Step    | 3h07'34" |
| 2    | Elia Viviani     | Italia        | a 4"     |
| 3    | F. Germán López  | Virgen de Fá. | s.t.     |

### 2ª tappa
- 24 gennaio: San Juan > San Juan – 128,8 km

Risultati
| Pos. | Corridore        | Squadra    | Tempo    |
| ---- | ---------------- | ---------- | -------- |
| 1    | Tom Boonen       | Quick-Step | 3h00'40" |
| 2    | Elia Viviani     | Italia     | s.t.     |
| 3    | Matteo Malucelli | Androni    | s.t.     |

| Pos. | Corridore        | Squadra    | Tempo    |
| ---- | ---------------- | ---------- | -------- |
| 1    | Elia Viviani     | Italia     | 6h08'12" |
| 2    | Fernando Gaviria | Quick-Step | a 1"     |
| 3    | Tom Boonen       | Quick-Step | a 2"     |

### 3ª tappa
- 25 gennaio: San Juan > San Juan – Cronometro individuale – 11,9 km

Risultati
| Pos. | Corridore            | Squadra      | Tempo  |
| ---- | -------------------- | ------------ | ------ |
| 1    | Ramūnas Navardauskas | Bahrain-Mer. | 14'03" |
| 2    | Bauke Mollema        | Trek         | a 3"   |
| 3    | Matthias Brändle     | Trek         | a 7"   |

| Pos. | Corridore            | Squadra      | Tempo    |
| ---- | -------------------- | ------------ | -------- |
| 1    | Ramūnas Navardauskas | Bahrain-Mer. | 6h22'27" |
| 2    | Bauke Mollema        | Trek         | a 3"     |
| 3    | Matthias Brändle     | Trek         | a 7"     |

### 4ª tappa
- 26 gennaio: San Martín > San Martín – 160,5 km

Risultati
| Pos. | Corridore        | Squadra    | Tempo    |
| ---- | ---------------- | ---------- | -------- |
| 1    | Fernando Gaviria | Quick-Step | 3h34'44" |
| 2    | Elia Viviani     | Italia     | s.t.     |
| 3    | Nicola Ruffoni   | Bardiani   | s.t.     |

| Pos. | Corridore            | Squadra      | Tempo    |
| ---- | -------------------- | ------------ | -------- |
| 1    | Ramūnas Navardauskas | Bahrain-Mer. | 9h57'11" |
| 2    | Bauke Mollema        | Trek         | a 3"     |
| 3    | Matthias Brändle     | Trek         | a 7"     |

### 5ª tappa
- 27 gennaio: Chimbas > Alto Colorado – 162,4 km

Risultati
| Pos. | Corridore       | Squadra       | Tempo    |
| ---- | --------------- | ------------- | -------- |
| 1    | Rui Costa       | UAE           | 4h15'04" |
| 2    | Rodolfo Torres  | Androni       | a 3"     |
| 3    | Ricardo Escuela | Virgen de Fá. | a 7"     |

| Pos. | Corridore      | Squadra  | Tempo     |
| ---- | -------------- | -------- | --------- |
| 1    | Bauke Mollema  | Trek     | 14h12'30" |
| 2    | Óscar Sevilla  | Medellín | a 14"     |
| 3    | Rodolfo Torres | Androni  | a 16"     |

### 6ª tappa
- 28 gennaio: Pocito > Pocito – 168,1 km

Risultati
| Pos. | Corridore           | Squadra    | Tempo    |
| ---- | ------------------- | ---------- | -------- |
| 1    | Maximiliano Richeze | Quick-Step | 3h48'47" |
| 2    | Oliviero Troia      | UAE        | s.t.     |
| 3    | Germán Tivani       | Unieuro    | s.t.     |

| Pos. | Corridore      | Squadra  | Tempo     |
| ---- | -------------- | -------- | --------- |
| 1    | Bauke Mollema  | Trek     | 18h02'09" |
| 2    | Óscar Sevilla  | Medellín | a 14"     |
| 3    | Rodolfo Torres | Androni  | a 16"     |

### 7ª tappa
- 29 gennaio: San Juan > San Juan – 111,3 km

Risultati
| Pos. | Corridore           | Squadra    | Tempo    |
| ---- | ------------------- | ---------- | -------- |
| 1    | Maximiliano Richeze | Quick-Step | 2h16'48" |
| 2    | Tom Boonen          | Quick-Step | a 3"     |
| 3    | Matteo Malucelli    | Androni    | s.t.     |

| Pos. | Corridore      | Squadra  | Tempo     |
| ---- | -------------- | -------- | --------- |
| 1    | Bauke Mollema  | Trek     | 20h19'00" |
| 2    | Óscar Sevilla  | Medellín | a 14"     |
| 3    | Rodolfo Torres | Androni  | a 16"     |

## Evoluzione delle classifiche
| Tappa              | Vincitore            | Classifica generale Maglia blu | Classifica scalatori Maglia ocra | Classifica sprint Maglia gialla | Classifica giovani Maglia verde | Classifica a squadre            |
| ------------------ | -------------------- | ------------------------------ | -------------------------------- | ------------------------------- | ------------------------------- | ------------------------------- |
| 1ª                 | Fernando Gaviria     | Fernando Gaviria               | Franco Germán López              | Franco Germán López             | Leonardo Rodríguez              | Androni Giocattoli-Sidermec     |
| 2ª                 | Tom Boonen           | Elia Viviani                   | Pedro González                   | Franco Germán López             | Duilio Ramos                    | Quick-Step Floors               |
| 3ª                 | Ramūnas Navardauskas | Ramūnas Navardauskas           | Pedro González                   | Franco Germán López             | Rémi Cavagna                    | Trek-Segafredo                  |
| 4ª                 | Fernando Gaviria     | Ramūnas Navardauskas           | Pedro González                   | Germán Tivani                   | Rémi Cavagna                    | Trek-Segafredo                  |
| 5ª                 | Rui Costa            | Bauke Mollema                  | Franco Germán López              | Nicolás Naranjo                 | Egan Bernal                     | Bahrain-Merida Pro Cycling Team |
| 6ª                 | Maximiliano Richeze  | Bauke Mollema                  | Franco Germán López              | Nicolás Naranjo                 | Egan Bernal                     | Bahrain-Merida Pro Cycling Team |
| 7ª                 | Maximiliano Richeze  | Bauke Mollema                  | Franco Germán López              | Nicolás Naranjo                 | Egan Bernal                     | Bahrain-Merida Pro Cycling Team |
| Classifiche finali | Classifiche finali   | Bauke Mollema                  | Franco Germán López              | Nicolás Naranjo                 | Egan Bernal                     | Bahrain-Merida Pro Cycling Team |

## Classifiche finali

### Classifica generale - Maglia blu
| Pos. | Corridore            | Squadra       | Tempo     |
| ---- | -------------------- | ------------- | --------- |
| 1    | Bauke Mollema        | Trek          | 20h19'00" |
| 2    | Óscar Sevilla        | Medellín      | a 14"     |
| 3    | Rodolfo Torres       | Androni       | a 16"     |
| 4    | Ricardo Escuela      | Virgen de Fá. | a 20"     |
| 5    | Rui Costa            | UAE           | a 26"     |
| 6    | Laureano Rosas       | Argentina     | a 27"     |
| 7    | Ramūnas Navardauskas | Bahrain-Mer.  | a 49"     |
| 8    | Vincenzo Nibali      | Bahrain-Mer.  | a 1'15"   |
| 9    | Egan Bernal          | Androni       | a 1'29"   |
| 10   | Pieter Serry         | Quick-Step    | a 1'31"   |

### Classifica scalatori - Maglia ocra
| Pos. | Corridore       | Squadra       | Punti |
| ---- | --------------- | ------------- | ----- |
| 1    | F. Germán López | Virgen de Fá. | 17    |
| 2    | Pedro González  | Mun. Pocito   | 13    |
| 3    | Rui Costa       | UAE           | 10    |
| 4    | Omar Azzem      | Los Cascos    | 8     |
| 5    | Rodolfo Torres  | Androni       | 8     |

### Classifica sprint - Maglia gialla
| Pos. | Corridore        | Squadra       | Punti |
| ---- | ---------------- | ------------- | ----- |
| 1    | Nicolás Naranjo  | Virgen de Fá. | 11    |
| 2    | F. Germán López  | Virgen de Fá. | 8     |
| 3    | Germán Tivani    | Mun. Pocito   | 7     |
| 4    | José Luis Rivera | Mun. Pocito   | 6     |
| 5    | Emiliano Ibarra  | Emp. S. Juan  | 5     |

### Classifica giovani - Maglia verde
| Pos. | Corridore        | Squadra    | Tempo     |
| ---- | ---------------- | ---------- | --------- |
| 1    | Egan Bernal      | Androni    | 20h20'29" |
| 2    | Javier Montoya   | Medellín   | a 3'51"   |
| 3    | Jefferson Cepeda | Bolivia    | a 4'04"   |
| 4    | Rémi Cavagna     | Quick-Step | a 5'30"   |
| 5    | Andrés Paez      | Rawson     | a 10'30"  |

### Classifica a squadre
| Pos. | Squadra                         | Tempo     |
| ---- | ------------------------------- | --------- |
| 1    | Bahrain-Merida Pro Cycling Team | 61h01'23" |
| 2    | Androni Giocattoli-Sidermec     | a 29"     |
| 3    | Argentina                       | a 56"     |
| 4    | Medellín-Inder                  | a 1'54"   |
| 5    | Agrupación Virgen de Fátima     | a 6'08"   |